# Манаенковы
Манаенковы (Монаенковы) — дворянский род.2
Манаенковы — древний род, который восходит ко временам Ивана Грозного. Фамилия указана в Переписи Всея Руси в эпоху правления Ивана Грозного. У государя хранился особый список привилегированных и благозвучных фамилий, которые давались приближенным только в случае похвалы или поощрения.
Судя по всему, род имел дворянский статус до реформ Петра I. После же, был возведен в статус «однодворцев». Позже род вернул своё право на дворянское сословие. (см ист. № 1).
Также сохранилась ввозная грамота помещиков Манаенковых.